# オオホシハジロ
オオホシハジロ（大星羽白、学名：Aythya valisineria）は、カモ目カモ科に分類される鳥類の一種である。

## 分布
アラスカからカナダ、北アメリカ中西部で繁殖し、冬季はアメリカ南部からメキシコに渡り越冬する。一部の地域では留鳥として周年見られる。
日本ではまれな冬鳥として、北海道、本州で時々記録されている。通常は他のカモ類の群れに混じって1-2羽が観察される。

## 形態
体長約55cm。旧北区（ユーラシア大陸）に生息するホシハジロに似ているが、一回り大型である。嘴が黒く大きこと、後頭部がやや出っ張っていること、頸が太く長めであることで区別できる。

## 生態
湖沼、河川、内湾に生息する。
食性は主に植物食。水草などを食するが、特にセロリを好むという。種小名の『valisineria』は、セロリのことである。
繁殖形態は卵生。水面の水草の中に営巣し、1腹8-10個の卵を産む。抱卵期間は24-25日である。
「ウィック ウィック」「クルルルル」と鳴く。